# Tatra 607 Monoposto

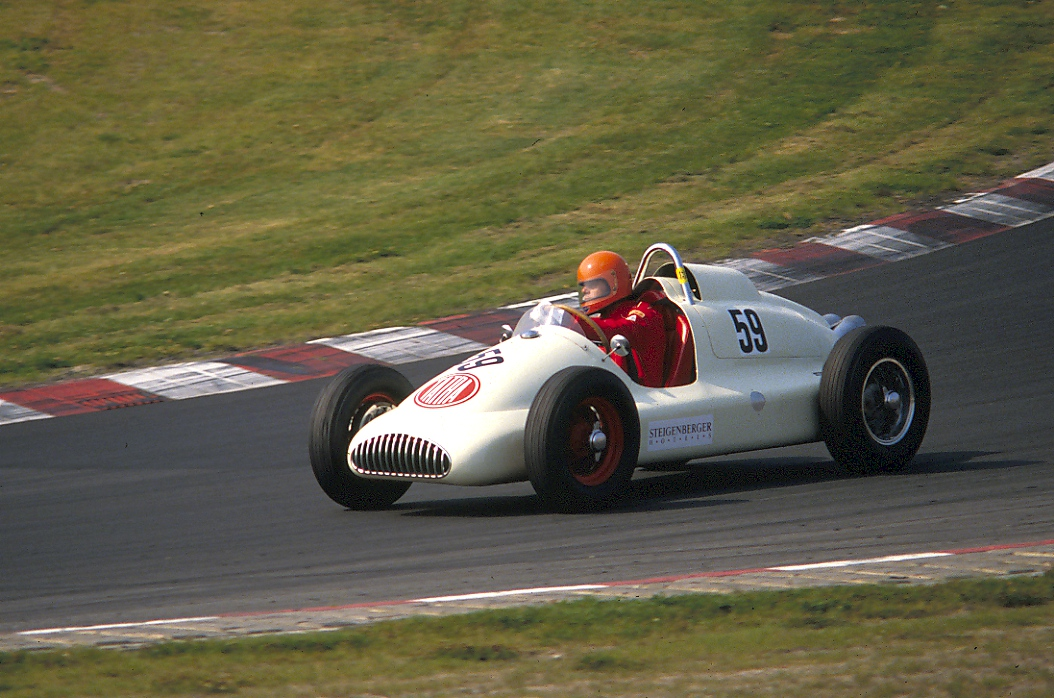
Tatra 607 1950

Der Tatra 607 ist ein einsitziger Rennwagen des zu seiner Zeit tschechoslowakischen und heute tschechischen Herstellers Tatra.

## Geschichte
Typ 607

Der Tatra 607 wurde als erster Nachkriegsmonoposto der Marke 1950 entworfen. Er erhielt einen luftgekühlten V8-Motor, wie er später beim PKW-Modell 603 eingesetzt wurde. Er hatte statt der beiden Gebläse zwei Ejektoren, die die Kühlung antrieben. Diese Ejektoren bliesen die Abgase der beiden Zylinderbänke je in eine trichterartige Öffnung und dann ins Freie. Das hatte den Effekt, dass ein Unterdruck in der Kapselung des Motors entstand und dadurch Luft an der Vorderseite des Motors angesaugt wurde, die an den Zylinderbänken vorbeifloss und mit den Abgasen zusammen aus den trichterartigen Öffnungen ins Freie ausgestoßen wurde. Die Vorderräder hingen an doppelten Dreieckslenkern, die hintere Pendelachse hatte schrägstehende Teleskopstoßdämpfer und Schubstreben. Das hinter der Hinterachse eingebaute Getriebe stammte vom Typ 600 Tatraplan.
Typ 607-2

Der Tatra 607-2 wurde 1951 als Nachfolger des Typs 607 herausgebracht. Seine Karosserie
war flacher als die des Vorgängers. Anfangs hatte er auch den Motor des Vorgängers mit zwei Solex-Doppelvergasern. Später gab es eine Version mit 2472 cm³ Hubraum für Alkoholbetrieb, die mit einer Verdichtung von 12,5 : 1, zwei Weber-Vierfachvergasern und größeren Einlassventilen eine Leistung von 200 PS (147 kW) entwickelte.

## Technische Daten
|                       | Typ 607                                                                                       | Typ 607-2                                                                                     |
| --------------------- | --------------------------------------------------------------------------------------------- | --------------------------------------------------------------------------------------------- |
| Baujahr               | 1950                                                                                          | 1951–1958                                                                                     |
| Länge                 | 3460 mm                                                                                       | 3460 mm                                                                                       |
| Breite                | 1475 mm                                                                                       | 1475 mm                                                                                       |
| Gesamthöhe            | 980 mm                                                                                        | 980 mm                                                                                        |
| Radstand              | ?                                                                                             | 3625 mm                                                                                       |
| Spurweite vorne       | ?                                                                                             | 1295 mm                                                                                       |
| Spurweite hinten      | ?                                                                                             | 1295 mm                                                                                       |
| Bodenfreiheit         | ?                                                                                             | ?                                                                                             |
| Motor                 | Achtzylinder-V-Motor mit OHC-Ventilsteuerung, luftgekühlt (Ejektorkühlung)                    | Achtzylinder-V-Motor mit OHC-Ventilsteuerung, luftgekühlt (Ejektorkühlung)                    |
| Hubraum               | 2545 cm³                                                                                      | 2472–2545 cm³                                                                                 |
| Leistung              | 163 PS (120 kW) bei 6000/min                                                                  | 183–200 PS (134,5–147 kW) bei 6000–8500/min                                                   |
| Getriebe              | Einscheiben-Trockenkupplung, Viergang-Schaltgetriebe mit Knüppelschaltung, vollsynchronisiert | Einscheiben-Trockenkupplung, Viergang-Schaltgetriebe mit Knüppelschaltung, vollsynchronisiert |
| Antriebsart           | Heckantrieb                                                                                   | Heckantrieb                                                                                   |
| Leergewicht           | 600 kg                                                                                        | 606 kg                                                                                        |
| Höchstgeschwindigkeit | 207 km/h (Werksangabe)                                                                        | 215–245 km/h (Werksangabe)                                                                    |

## Bildergalerie

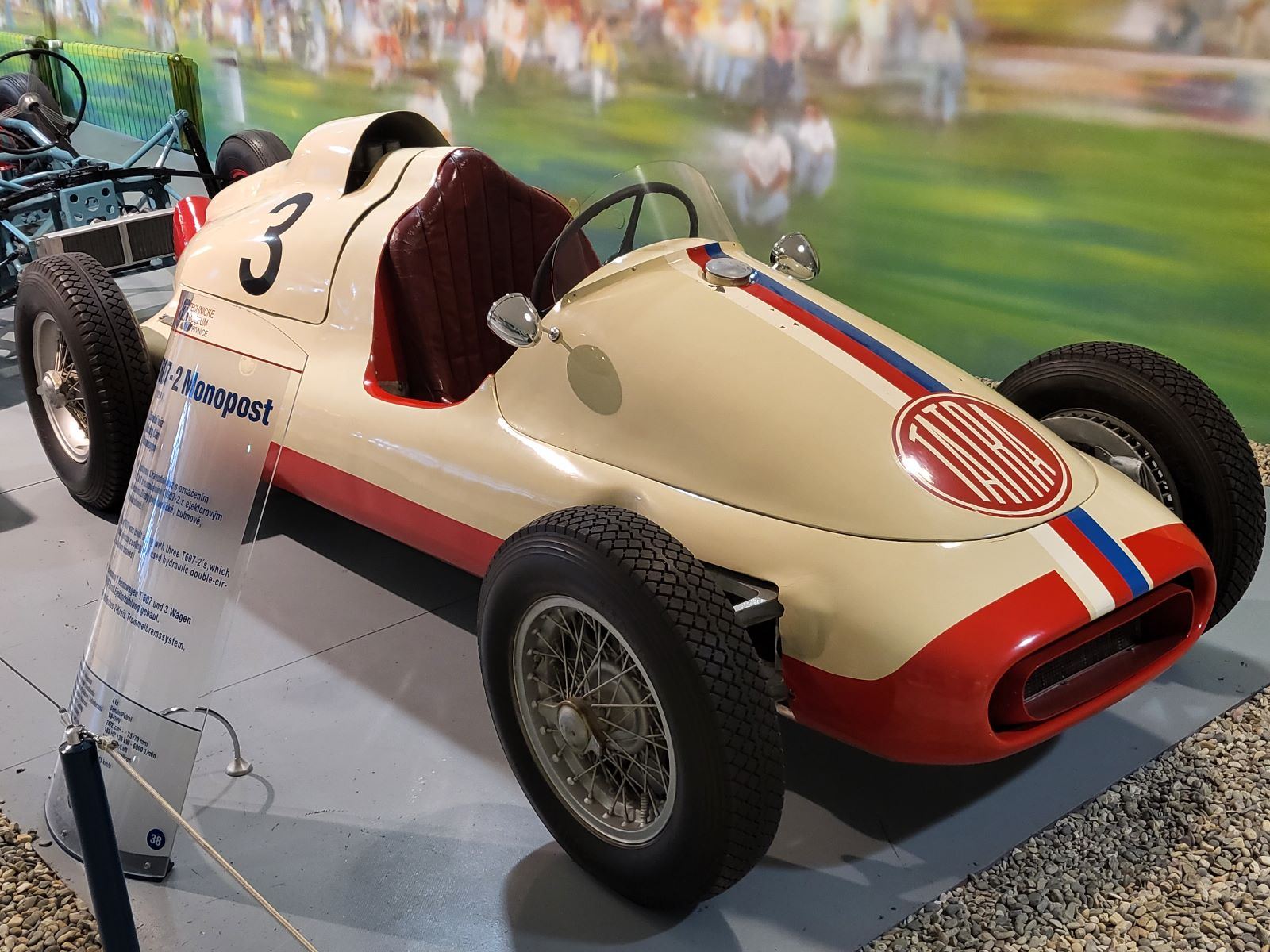
Tatra 607-2 von 1954
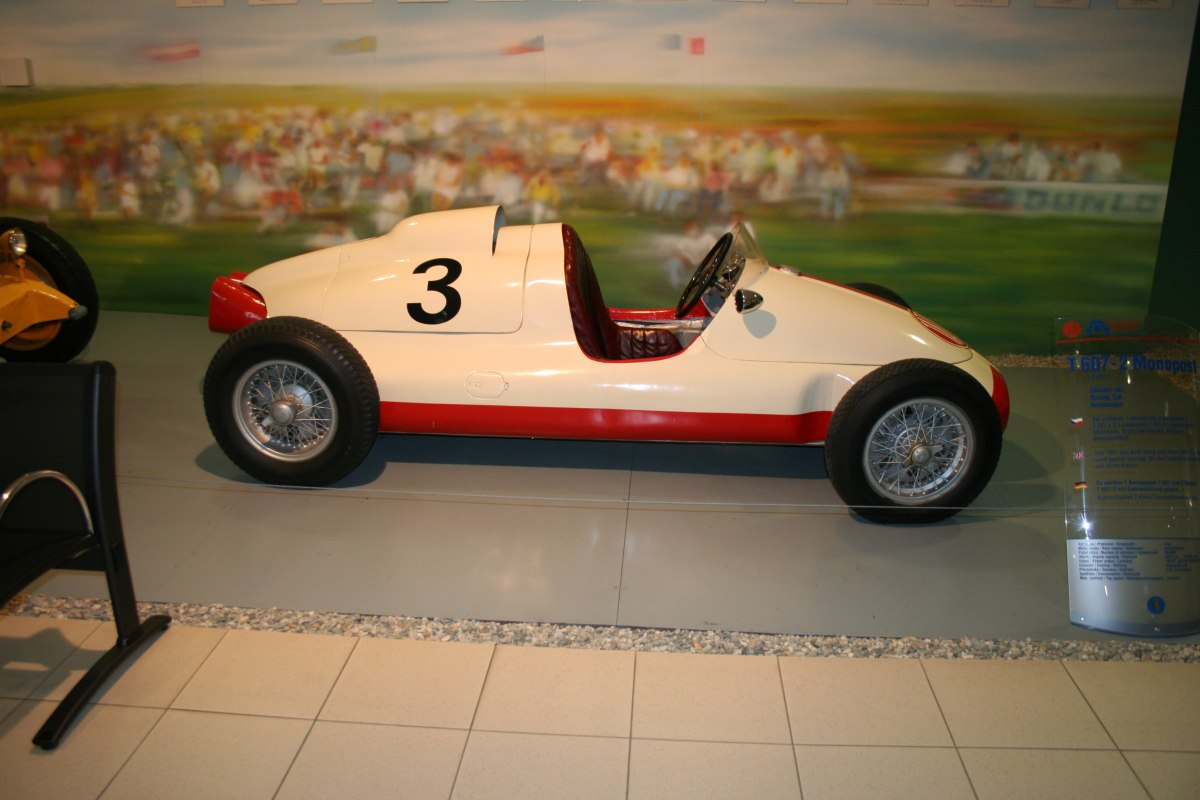
Tatra 607-2 von 1954
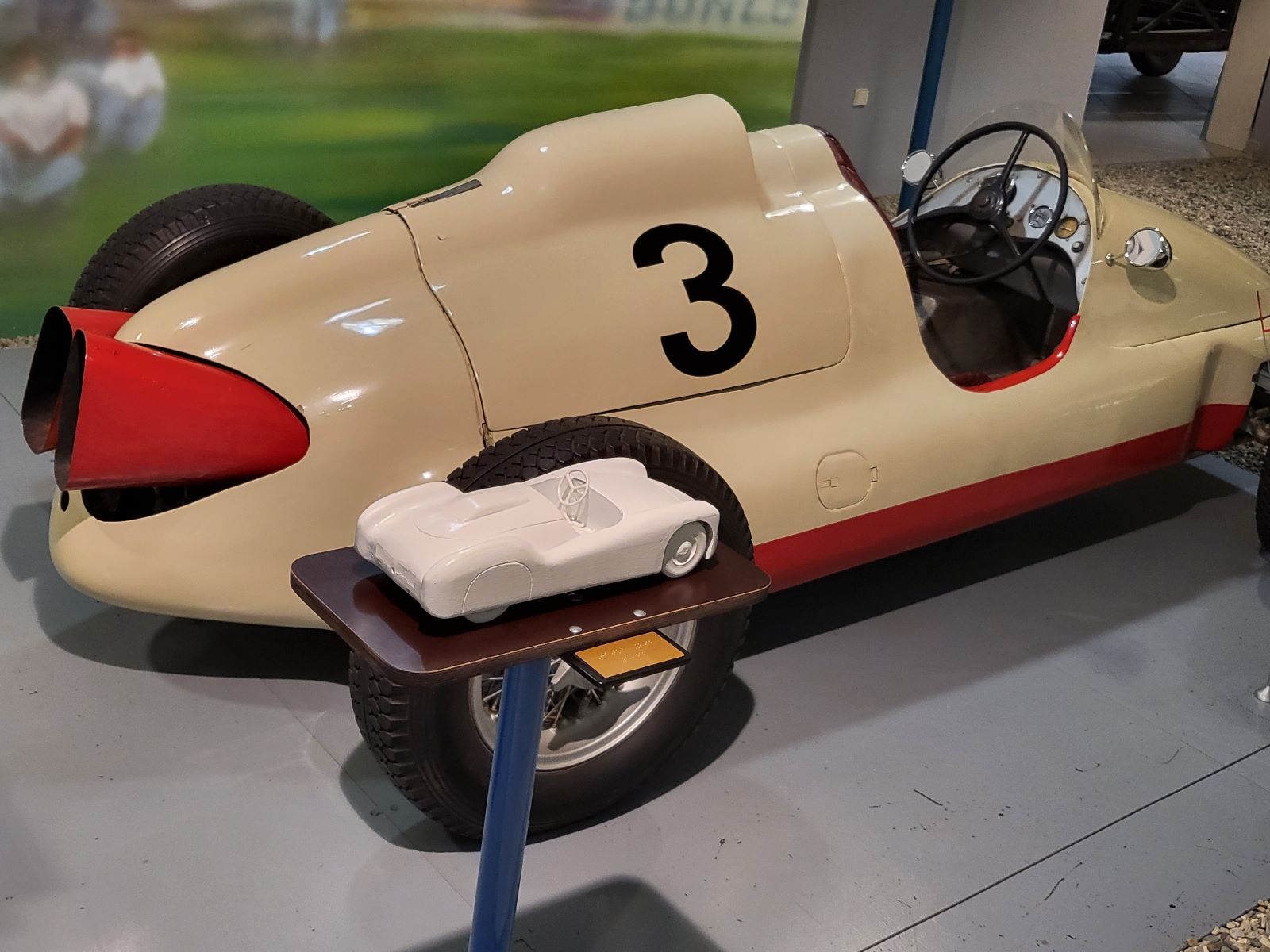
Tatra 607-2 von 1954 (Auslass für Abgase und Kühlluft)
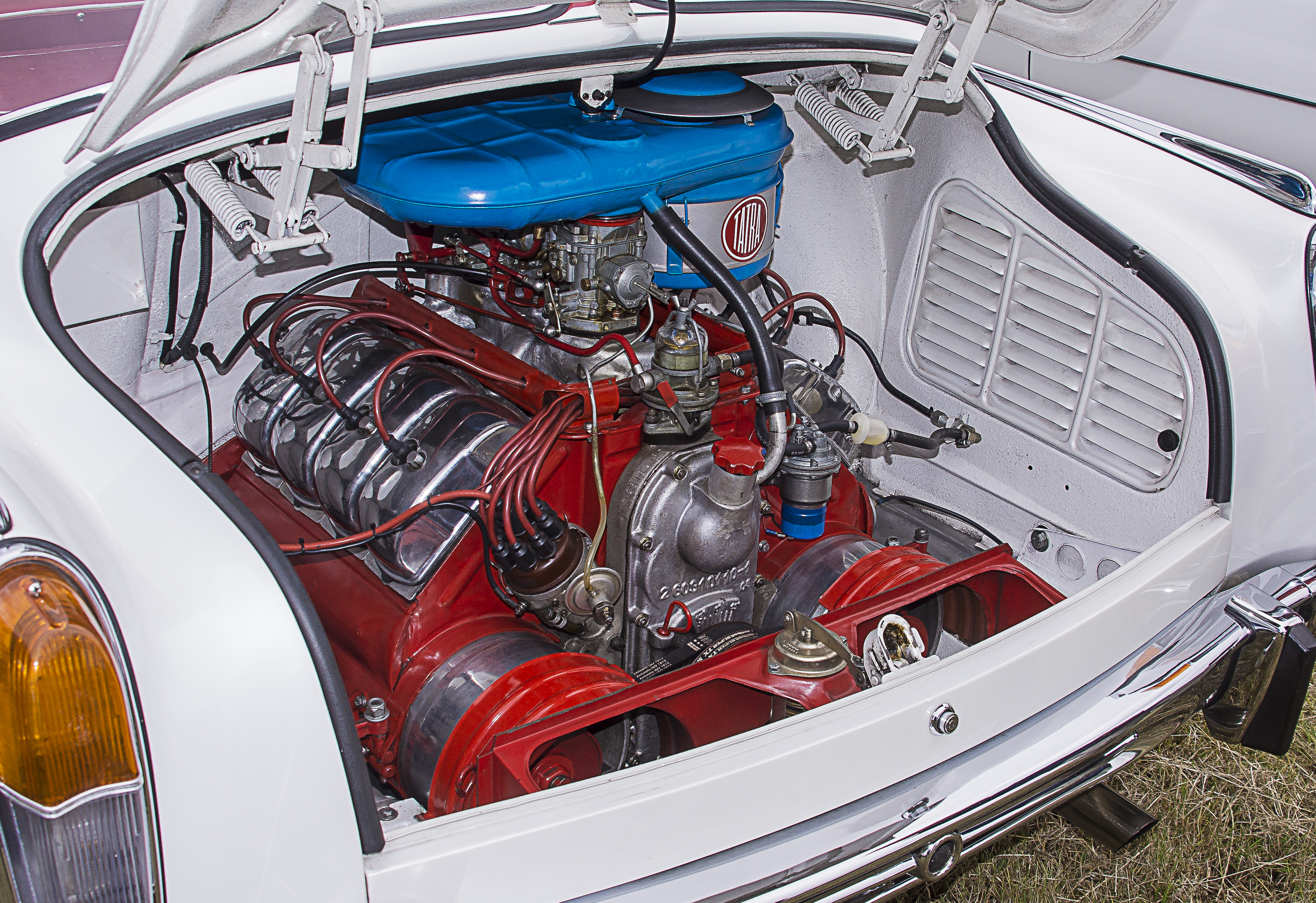
2,5-Liter-Motor in einem Tatra 603-2

## Quelle
- Schmarbeck, Wolfgang: Tatra – Die Geschichte der Tatra-Automobile. Verlag des Internationalen Auto- und Motorrad-Museums Deutschland, Bad Oeynhausen 1977